# Lac Sirois (Saint-Raymond)
Pour les articles homonymes, voir Sirois et Lac Sirois.
Le lac Sirois est un plan d'eau douce du bassin versant de la rivière Mauvaise, dans le territoire de la ville de Saint-Raymond, dans la municipalité régionale de comté (MRC) de Portneuf, dans la région administrative de la Capitale-Nationale, dans la province de Québec, au Canada.
La zone autour du lac est desservie par des routes forestières secondaires. La foresterie constitue la principale activité économique du secteur; les activités récréotouristiques, en second.
La surface du lac Sirois est habituellement gelée du début de décembre à la fin mars, toutefois la circulation sécuritaire sur la glace se fait généralement de la mi-décembre à la mi-mars.

## Géographie
Les principaux bassins versants voisins du lac Sirois sont:
- côté nord: lac du Milieu, Bras du Nord, ruisseau Delaney;
- côté est: Bras du Nord;
- côté sud: rivière Mauvaise lac Dubut;
- côté ouest: rivière Mauvaise, lac des Soixante Arpents[3].

Le lac Sirois comporte trois parties qui sont séparées respectivement par des presqu'îles rattachées à la rive est du lac:
- la partie principale (longueur de 1,4 km) située du côté du nord, laquelle reçoit du côté est la décharge du lac Mai et du lac du Milieu;
- la partie centrale (longueur de 0,4 km) sans aucun affluent;
- la partie sud (longueur de 0,5 km) laquelle reçoit la décharge (venant du nord-est) du lac Sec[3].

L’embouchure du lac Sirois est située au nord-est du lac, soit à :
- 3,7 km au nord de la confluence de la décharge du lac Sirois et de la rivière Mauvaise;
- 8,4 km au nord-ouest de la confluence de la rivière Mauvaise et du Bras du Nord ;
- 14,6 km au nord-ouest de la confluence du Bras du Nord et de la rivière Sainte-Anne;
- 13,6 km au nord du centre du village de Saint-Léonard-de-Portneuf[3].

À partir de l’embouchure du lac Sirois, le courant descend consécutivement sur:
- 5,3 km la décharge du lac Sirois, d'abord vers l'ouest, puis le sud notamment en traversant le lac Joachim;
- 12,8 km vers le sud-est, le cours de la rivière Mauvaise;
- 11,7 km généralement vers le sud le cours de la Bras du Nord;
- 76,0 km généralement vers le sud, le cours de la rivière Sainte-Anne[3].

## Toponymie
Le terme « Sirois » constitue un patronyme de famille d’origine française.
Le toponyme « lac Sirois » a été officialisé le 5 décembre 1968 par la Commission de toponymie du Québec.